# Ерохина, Татьяна Иосифовна
Ерохина Татьяна Иосифовна (род. 17 апреля 1969 года) — российский ученый-культуролог, филолог. Ректор Ярославского государственного театрального института имени Фирса Шишигина с 2024 года, заслуженный работник высшей школы Российской Федерации, доктор культурологии, профессор.

## Биография
Родилась 17 апреля 1969 года в г. Острогожск Воронежской области.
В 1991 году окончила с отличием филологический факультет Ярославского государственного педагогического института им. К. Д. Ушинского (ныне - университет). В 2018 г. завершила обучение по специальности «Театроведение: художественно-творческая и педагогическая деятельность» (ЯГТИ). Имеет звание профессора (2013 г.).
С 1991 года работает на кафедре культурологии Ярославского государственного педагогического университета им. К. Д. Ушинского.
В 1999 году защитила кандидатскую диссертацию на тему «Теория символизма в аспекте русского художественного самосознания».
В 2009 году защитила докторскую диссертацию на тему «Личность и текст в культуре русского символизма».
С 2011 г. по 2023 г. возглавляла кафедру культурологии Ярославского государственного педагогического университета им. К. Д. Ушинского.
С 2010 года работает в Ярославском государственном театральном институте в должности доцента, затем профессора кафедры общих гуманитарных наук и театроведения. С 2012 года — проректор по учебной работе (первый проректор), с 2022 года — проректор по учебной и воспитательной работе (первый проректор).
С октября 2023 года исполняла обязанности ректора ЯГТИ, в июне 2024 года была избрана ректором Ярославского государственного театрального института имени Фирса Шишигина.
Ерохина Т.И. является автором более 230 научных публикаций, 15 авторских и коллективных научных монографий, 16 учебных и учебно-методических пособий. Участвует в работе редакционных коллегий 6 научных журналов, рецензируемых ВАК.  Являлась руководителем и исполнителем научных грантовых проектов, поддержанных РНФ и РФФИ.
Является членом коллегии Министерства культуры Ярославской области.
В 2024 году Указом Президента Ерохиной Т.И. присвоено звание «Заслуженный работник высшей школы Российской Федерации».
Награждена Благодарностью министра культуры РФ (2024), имеет Почетное звание «Почетный работник сферы образования РФ» (2017).
Член Союза театральных деятелей. Член Президиума Общероссийской общественной организации содействия развитию культурологии «Российское культурологическое общество», председатель Ярославского отделения Российского культурологического общества.
С 2024 года по настоящее время - ректор Ярославского государственного театрального института имени Фирса Шишигина.